# Kennedyovi

Bratři Kennedyové v roce 1960: zleva John Fitzgerald, Bobby a Ted

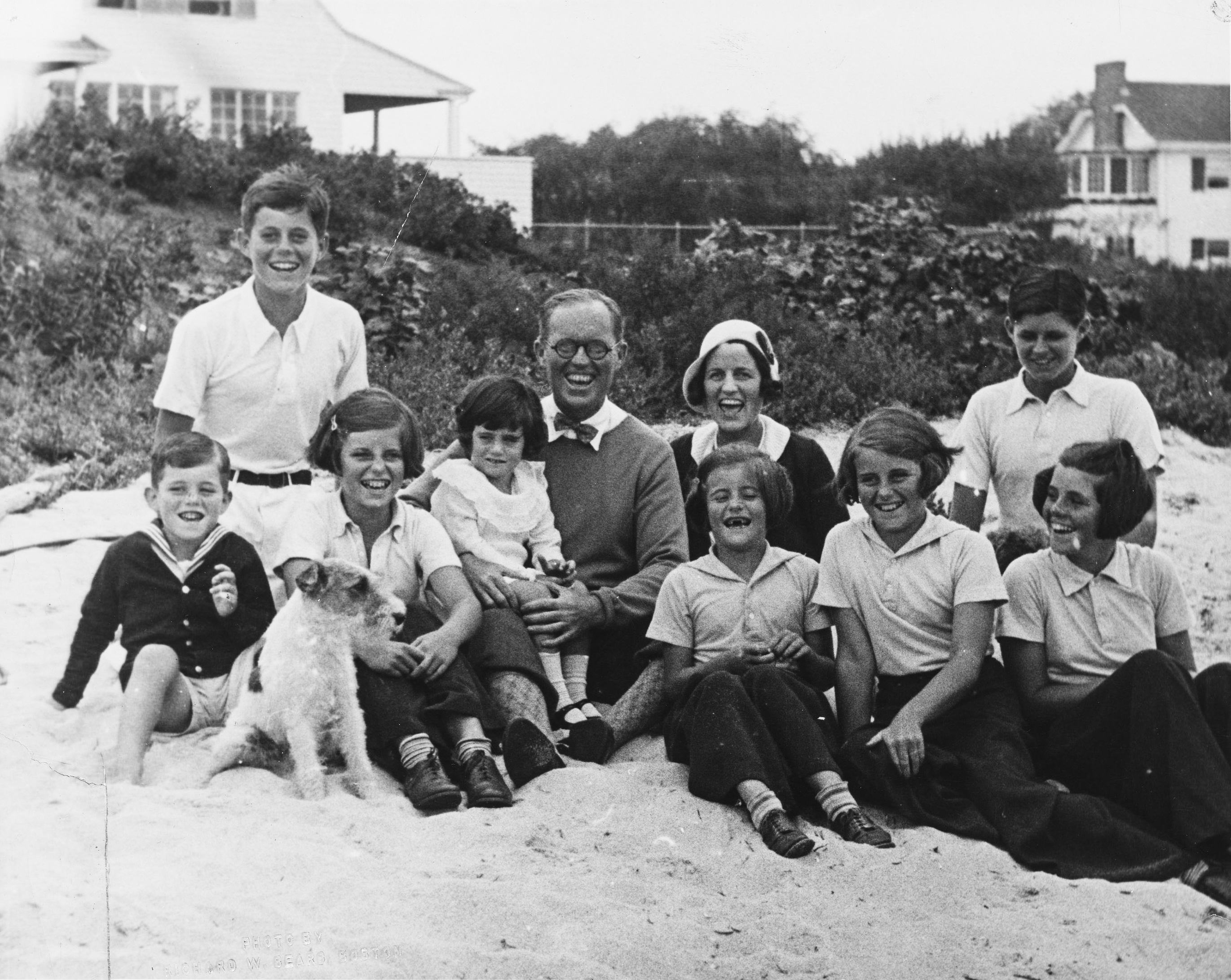
Rodina Kennedyů v roce 1931

Kennedyovi jsou politická dynastie ve Spojených státech, jejíž členové od konce 19. století zastávali různé významné veřejné a ekonomické funkce v rámci amerického politického systému. K nejvýznamnějším členům rodiny patřili 35. prezident USA (1961–1963) John Fitzgerald Kennedy, senátor a ministr spravedlnosti (1961–1964) Robert Kennedy a dlouholetý senátor (1962–2009) Edward „Ted“ Kennedy.

## Historie rodiny
Rodina Kennedyů má irský původ. Jako první přesídlili do USA Patrick Kennedy (1823–1858) a Bridget Murphyová (1824–1888), kteří v roce 1849 připluli do Bostonu v americkém státě Massachusetts. Patrick a Bridget měli pět dětí, z nichž nejmladší, Patrick Joseph Kennedy, se stal byznysmenem a v roce 1884 prvním členem rodiny zvoleným do veřejné funkce.
Patrick Joseph Kennedy měl čtyři děti, z nichž nejmladší Joseph Kennedy se stal bohatým bankéřem a následně investorem v dalších odvětvích; posléze byl předsedou námořní komise, prvním předsedou nově založené Komise pro kontrolu cenných papírů (jmenoval jej prezident Roosevelt), velvyslancem USA ve Spojeném království a po druhé světové válce členem Hooverovy komise prezidenta Trumana.
Joseph Kennedy Sr. měl se svou chotí Rose celkem devět dětí: Josepha Jr., Johna, Rose Marie (zvanou Rosemary), Kathleen, Eunice, Patricii, Roberta, Jean a Edwarda (zvaného Ted). Ze všech sourozenců dosáhli nejvýznamnějších veřejných funkcí bratři John Fitzgerald Kennedy, jenž se stal 35. prezidentem Spojených států a Robert s Tedem, kteří byli zvoleni do Senátu USA – Robert byl v období 1961–1964 rovněž ministrem spravedlnosti a Ted sloužil v Senátu téměř 47 let, což představuje jedno z nejdelších období v historii komory. Všichni Kennedyové ve veřejných funkcích byli zvoleni za Demokratickou stranu a v demokratických strukturách působili i další členové rodiny.
Prezident JFK s manželkou Jacqueline měli dvě děti, které se dožily dospělosti: právničku a diplomatku Caroline Kennedyovou a právníka Johna F. Kennedyho mladšího, který tragicky zemřel v roce 1999 – Caroline tak zůstala jediným žijícím potomkem bývalého prezidenta USA. K vzdálenějším členům rodiny patří Sargent Shriver, který se oženil s Eunice – jejich druhým dítětem je Maria Shriverová, pozdější choť Arnolda Schwarzeneggera.

## Prokletí rodiny
V médiích se často zmiňuje údajná kletba rodu Kennedyů, která odkazuje na fakt, že nezanedbatelná část členů rodiny zemřela předčasnou, někdy násilnou smrtí:
- 1858: Patrick Kennedy zemřel na choleru.
- 1944: Joseph P. Kennedy Jr. zemřel ve věku 29 let při explozi svého bombardéru B-24 Liberator. Jeho tělo se nikdy nenašlo.
- 1948: Kathleen Cavendishová, sestra Josepha Jr., zahynula v jižní Francii při letecké havárii; její manžel markýz z Hartingtonu padl již v roce 1944 v druhé světové válce.
- 1963: Patrick, nejmladší dítě Johna Fitzgeralda a Jacqueline, zemřel dva dny po narození.
- 1963: prezident John Fitzgerald Kennedy zemřel po atentátu dne 22. listopadu 1963.
- 1968: Robert Kennedy, prezidentův bratr, zemřel při atentátu.
- 1984: David, Robertův syn, zemřel na předávkování směsí kokainu, demerolu a mellerilu.
- 1997: Michael, další Robertův syn, zemřel ve věku 39 let při neštěstí při lyžování v Aspenu.
- 1999: John F. Kennedy mladší, třetí syn JFK, zemřel i se svou manželkou Carolyn při leteckém neštěstí.
- 2011: Kara, nejstarší dcera Edwarda Kennedyho, zemřela ve svých 51 letech na infarkt.
- 2012: Mary Richardsonová Kennedyová, manželka Roberta, spáchala sebevraždu.
- 2019: Saoirse Kennedyová Hillová, vnučka Roberta Kennedyho, se ve věku 22 let předávkovala drogami.
- 2020: Maeve Kennedyová McKeanová utonula i se svým osmiletým synem Gideonem.

K dalším neštěstím v rodině patří neúspěšné provedení lobotomie, kterou v roce 1941 absolvovala Rosemary Kennedyová a po níž zůstala těžce mentálně postižená; až do své smrti v roce 2005 pak žila v soukromém ústavu, izolovaně od zbytku rodiny. V roce 1969 zavinil Edward Kennedy dopravní nehodu, při níž zemřela jeho spolujezdkyně.